# Trigonella pamirica
Trigonella pamirica är en ärtväxtart som beskrevs av Antonina Georgievna Borissova. Trigonella pamirica ingår i släktet trigonellor, och familjen ärtväxter. Inga underarter finns listade i Catalogue of Life.